# Patrick Rocek
Patrick Rocek (Erba, 29 dicembre 1998) è un canottiere italiano.

## Biografia
Ai campionati europei di canottaggio di Poznań 2020 ha vinto la medaglia d'oro nel 4 di coppia pesi leggeri, gareggiando coi connazionali Gabriel Soares, Antonio Vicino e Catello Amarante II.
Ai mondiali di Račice 2022 ha vinto l'oro nel quattro di coppia pesi leggeri, assieme a Alessandro Benzoni, Niels Torre e Antonio Vicino.

## Palmarès
- Mondiali

Račice 2022: oro nel 4 di coppia pesi leggeri.
- Europei

Poznań 2020: oro nel 4 di coppia pesi leggeri.
Varese 2021: oro nel 4 di coppia pesi leggeri.
Monaco di Baviera 2022: oro nel 4 di coppia pesi leggeri.